# Torneo Clausura 2018 (Perú)
El Torneo Clausura fue el tercero de los tres torneos cortos que forma parte del Campeonato Descentralizado 2018. Empezó el 31 de agosto y terminó el 25 de noviembre.

## Formato
Los dieciséis equipos jugarán entre sí mediante sistema de todos contra todos una vez totalizando quince partidos cada uno. Al término de las quince fechas el primer equipo se proclamará campeón.
Los puntos obtenidos en el Torneo Apertura no se mantendrán en el Clausura, por lo que todos los clubes empezarán con cero puntos.
El campeón del Torneo Clausura clasificará a los Play Offs, siempre y cuando se ubique entre los ocho primeros de la Tabla de Acumulada culminados los tres Torneos. En caso de que no logre ubicarse dentro de dicha posición, será reemplazado por el Club mejor ubicado en la Tabla Acumulada después de los tres torneos y que no haya clasificado a los Play Offs.

## Equipos participantes
En el torneo participaran 16 equipos: los catorce primeros del Campeonato Descentralizado 2017 más el campeón de la Segunda División 2017 y el campeón de la Copa Perú 2017.

### Bolsa de minutos
En el Torneo Clausura los clubes deberán completar 1350 minutos con jugadores de las categorías 1998 y 1999. Los clubes que no completen la cantidad de minutos perderán puntos en la Tabla Acumulada.

## Tabla de posiciones

### Clasificación
- Actualizado el 7 de diciembre de 2018.

|  | Pos. | Equipo                    | PJ | PG | PE | PP | GF | GC | DG  | Puntos |
|  | ---- | ------------------------- | -- | -- | -- | -- | -- | -- | --- | ------ |
|  | 1.°  | F. B. C. Melgar           | 15 | 9  | 3  | 3  | 21 | 13 | +8  | 30     |
|  | 2.°  | Alianza Lima              | 15 | 8  | 3  | 4  | 20 | 14 | +6  | 27     |
|  | 3.°  | Ayacucho F.C.             | 15 | 7  | 5  | 3  | 30 | 25 | +5  | 26     |
|  | 4.°  | Universitario de Deportes | 15 | 8  | 2  | 5  | 20 | 17 | +3  | 26     |
|  | 5.°  | Sporting Cristal          | 15 | 7  | 3  | 5  | 37 | 14 | +23 | 24     |
|  | 6.°  | Unión Comercio            | 15 | 7  | 2  | 6  | 29 | 25 | +4  | 23     |
|  | 7.°  | Universidad de San Martín | 15 | 6  | 4  | 5  | 20 | 20 | 0   | 22     |
|  | 8.°  | Real Garcilaso            | 15 | 5  | 6  | 4  | 26 | 22 | +4  | 21     |
|  | 9.°  | Academia Cantolao         | 15 | 7  | 1  | 7  | 18 | 22 | -4  | 20     |
|  | 10.° | Deportivo Municipal       | 15 | 6  | 3  | 6  | 15 | 19 | -4  | 20     |
|  | 11.° | Sport Boys                | 15 | 5  | 3  | 7  | 21 | 23 | -2  | 18     |
|  | 12.° | Comerciantes Unidos       | 15 | 5  | 3  | 7  | 15 | 19 | -4  | 17     |
|  | 13.° | Binacional                | 15 | 5  | 2  | 8  | 14 | 25 | -11 | 17     |
|  | 14.° | UTC                       | 15 | 4  | 5  | 6  | 14 | 14 | 0   | 16     |
|  | 15.° | Sport Huancayo            | 15 | 3  | 7  | 5  | 19 | 22 | -3  | 16     |
|  | 16.° | Sport Rosario             | 15 | 1  | 2  | 12 | 10 | 35 | -25 | 2      |
|  |      |                           |    |    |    |    |    |    |     |        |

|  | Ganador del Clausura. Clasificado a los Playoffs del campeonato y Copa Libertadores 2019. (G) |

| 1. |

### Evolución de la clasificación
| Equipo / Fecha             | 1  | 2  | 3  | 4  | 5  | 6  | 7  | 8  | 9  | 10 | 11 | 12 | 13 | 14 | 15 |
| -------------------------- | -- | -- | -- | -- | -- | -- | -- | -- | -- | -- | -- | -- | -- | -- | -- |
| F. B. C. Melgar            | 4  | 6  | 3  | 1  | 1  | 2  | 1  | 1  | 1  | 1  | 1  | 1  | 1  | 1  | 1  |
| Alianza Lima               | 5  | 8  | 8  | 6  | 6  | 3  | 4  | 8  | 6  | 4  | 5  | 3  | 3  | 2  | 2  |
| Ayacucho F. C.             | 2  | 3  | 6  | 2  | 2  | 1  | 2  | 2  | 2  | 2  | 2  | 2  | 2  | 3  | 3  |
| Universitario de Deportes  | 13 | 11 | 11 | 10 | 11 | 15 | 13 | 5  | 4  | 5  | 4  | 5  | 6  | 4  | 4  |
| Sporting Cristal           | 1  | 7  | 7  | 4  | 3  | 4  | 11 | 7  | 5  | 6  | 6  | 6  | 8  | 5  | 5  |
| Unión Comercio             | 12 | 10 | 10 | 14 | 14 | 13 | 8  | 14 | 10 | 9  | 8  | 13 | 10 | 8  | 6  |
| Universidad de San Martín  | 9  | 5  | 2  | 3  | 5  | 6  | 3  | 3  | 3  | 3  | 3  | 4  | 5  | 9  | 7  |
| Real Garcilaso             | 7  | 2  | 1  | 5  | 4  | 5  | 7  | 6  | 9  | 10 | 7  | 7  | 4  | 7  | 8  |
| Academia Cantolao          | 3  | 9  | 5  | 8  | 7  | 7  | 5  | 11 | 13 | 14 | 12 | 14 | 13 | 10 | 9  |
| Deportivo Municipal        | 6  | 1  | 4  | 7  | 8  | 10 | 12 | 4  | 7  | 8  | 10 | 8  | 7  | 6  | 10 |
| Sport Boys                 | 16 | 16 | 14 | 11 | 12 | 9  | 14 | 9  | 11 | 11 | 13 | 9  | 11 | 11 | 11 |
| Comerciantes Unidos        | 12 | 10 | 10 | 14 | 14 | 13 | 8  | 14 | 8  | 7  | 9  | 10 | 12 | 12 | 12 |
| Binacional                 | 14 | 14 | 12 | 14 | 15 | 14 | 15 | 15 | 15 | 15 | 15 | 15 | 14 | 14 | 13 |
| Univ. Técnica de Cajamarca | 10 | 12 | 13 | 12 | 10 | 12 | 10 | 13 | 14 | 12 | 11 | 11 | 9  | 13 | 14 |
| Sport Huancayo             | 8  | 4  | 9  | 9  | 9  | 11 | 9  | 10 | 12 | 13 | 14 | 12 | 15 | 15 | 15 |
| Sport Rosario              | 11 | 13 | 15 | 15 | 16 | 16 | 16 | 16 | 16 | 16 | 16 | 16 | 16 | 16 | 16 |

## Resultados
En las siguientes tablas se muestran los resultados a gran escala entre los participantes. Un recuadro de color rojo simboliza la victoria del equipo visitante —en la parte superior—, uno verde, la victoria del local —en la parte izquierda— y uno amarillo, un empate.
| Equipos                    | ACA | ALI | AYA | BIN | COU | MUN | MEL | RGA | SBA | HUA | SRO | CRI | UCO | USM | UTC | UNI |
| -------------------------- | --- | --- | --- | --- | --- | --- | --- | --- | --- | --- | --- | --- | --- | --- | --- | --- |
| Academia Cantolao          |     |     |     |     | 2–0 | 1–0 |     |     |     | 1–1 | 2–0 | 0–3 | 2–1 |     | 2–1 | 2–0 |
| Alianza Lima               | 2–0 |     |     |     |     |     | 0–1 | 1–0 |     | 2–1 | 1–0 | 2–2 |     |     |     | 2–1 |
| Ayacucho F. C.             | 3–1 | 1–2 |     | 3–0 |     |     | 0–0 | 1–1 | 3–2 |     |     |     |     |     |     | 4–2 |
| Binacional                 | 2–0 | 3–2 |     |     |     |     | 0–4 | 1–4 | 2–1 | 0–0 |     |     |     |     |     | 0–1 |
| Comerciantes Unidos        |     | 1–0 | 0–3 | 1–2 |     |     |     |     |     |     |     |     | 2–2 | 3–1 | 0–0 |     |
| Deportivo Municipal        |     | 1–0 | 2–2 | 1–0 | 1–0 |     |     |     | 0–0 |     |     |     |     | 3–1 | 0–1 |     |
| F. B. C. Melgar            | 0–1 |     |     |     | 2–1 | 1–0 |     |     |     | 3–2 | 2–1 | 2–0 | 1–0 |     |     | 2–1 |
| Real Garcilaso             | 3–1 |     |     |     |     | 3–3 | 2–2 |     |     | 2–2 | 3–1 | 2–2 | 1–0 |     |     | 0–1 |
| Sport Boys                 | 3–1 | 1–1 |     |     |     |     | 1–0 | 3–1 |     | 2–0 | 3–1 |     |     |     |     | 0–0 |
| Sport Huancayo             |     |     | 3–3 |     | 1–0 | 2–0 |     |     |     |     | 1–1 | 1–1 |     | 2–1 | 1–1 |     |
| Sport Rosario              |     |     | 2–3 | 0–2 | 1–1 | 0–1 |     |     |     |     |     | 0–8 |     | 0–2 | 1–0 |     |
| Sporting Cristal           |     |     | 6–0 | 4–0 | 0–2 | 4–0 |     |     | 4–0 |     |     |     |     | 0–1 | 1–0 |     |
| Unión Comercio             |     | 1–3 | 3–1 | 1–1 |     | 3–1 |     |     | 4–2 | 4–2 | 4–2 | 2–1 |     |     |     |     |
| Universidad de San Martín  | 3–2 | 1–1 | 1–3 | 1–0 |     |     | 1–1 | 2–3 | 1–0 |     |     |     | 2–0 |     |     |     |
| Univ. Técnica de Cajamarca |     | 0–1 | 0–0 | 2–1 |     |     | 3–0 | 1–1 | 2–1 |     |     |     | 2–3 | 0–0 |     |     |
| Universitario de Deportes  |     |     |     |     | 2–0 | 1–2 |     |     |     | 1–0 | 2–0 | 2–1 | 2–1 | 2−2 | 2−1 |     |

### Partidos
| Fecha 1                    | Fecha 1   | Fecha 1                   | Fecha 1               | Fecha 1         | Fecha 1 | Fecha 1           | Fecha 1    |
| Local                      | Resultado | Visitante                 | Estadio               | Fecha           | Hora    | TV                | Asistencia |
| -------------------------- | --------- | ------------------------- | --------------------- | --------------- | ------- | ----------------- | ---------- |
| Univ. Técnica de Cajamarca | 0 - 0     | Universidad de San Martín | Germán Contreras Jara | 31 de agosto    | 15:30   | Gol Perú          | 856        |
| Comerciantes Unidos        | 0 - 3     | Ayacucho F. C.            | Carlos A. Olivares    | 1 de septiembre | 13:15   | Gol Perú          | 0          |
| Sporting Cristal           | 4 - 0     | Sport Boys                | Alberto Gallardo      | 1 de septiembre | 15:30   | Gol Perú y Latina | 5254       |
| Real Garcilaso             | 2 - 2     | Sport Huancayo            | Garcilaso de la Vega  | 1 de septiembre | 17:45   | Gol Perú          | 2318       |
| F. B. C. Melgar            | 2 - 1     | Universitario de Deportes | Monumental de la UNSA | 1 de septiembre | 20:00   | Gol Perú          | 16,135     |
| Deportivo Municipal        | 1 - 0     | Binacional                | Alberto Gallardo      | 2 de septiembre | 11:00   | Gol Perú          | 1921       |
| Academia Cantolao          | 2 - 1     | Unión Comercio            | Alberto Gallardo      | 2 de septiembre | 13:30   | Gol Perú          | 1921       |
| Alianza Lima               | 1 - 0     | Sport Rosario             | Alejandro Villanueva  | 2 de septiembre | 16:00   | Gol Perú y Latina | 6143       |

| Fecha 2                   | Fecha 2   | Fecha 2                    | Fecha 2          | Fecha 2          | Fecha 2 | Fecha 2           | Fecha 2    |
| Local                     | Resultado | Visitante                  | Estadio          | Fecha            | Hora    | TV                | Asistencia |
| ------------------------- | --------- | -------------------------- | ---------------- | ---------------- | ------- | ----------------- | ---------- |
| Binacional                | 1 - 4     | Real Garcilaso             | 25 de Noviembre  | 11 de septiembre | 13:00   | Gol Perú          | 2277       |
| Ayacucho F. C.            | 0 - 0     | FBC Melgar                 | Ciudad de Cumaná | 11 de septiembre | 15:30   | Gol Perú          | 2277       |
| Sport Huancayo            | 1 - 0     | Comerciantes Unidos        | Huancayo         | 11 de septiembre | 17:45   | Gol Perú          | 793        |
| Universitario de Deportes | 2 - 1     | Univ. Técnica de Cajamarca | Monumental       | 11 de septiembre | 20:00   | Gol Perú          | 2758       |
| Universidad de San Martín | 3 - 2     | Academia Cantolao          | Alberto Gallardo | 12 de septiembre | 13:15   | Gol Perú          | 229        |
| Unión Comercio            | 2 - 1     | Sporting Cristal           | IPD de Moyobamba | 12 de septiembre | 15:30   | Gol Perú          | 1127       |
| Sport Rosario             | 0 - 1     | Deportivo Municipal        | Rosas Pampa      | 12 de septiembre | 17:45   | Gol Perú          | 1766       |
| Sport Boys                | 1 - 1     | Alianza Lima               | Nacional         | 14 de octubre    | 15:00   | Gol Perú y Latina | 10,022     |

| Fecha 3                    | Fecha 3   | Fecha 3                   | Fecha 3               | Fecha 3          | Fecha 3 | Fecha 3           | Fecha 3    |
| Local                      | Resultado | Visitante                 | Estadio               | Fecha            | Hora    | TV                | Asistencia |
| -------------------------- | --------- | ------------------------- | --------------------- | ---------------- | ------- | ----------------- | ---------- |
| Universidad de San Martín  | 2 - 0     | Unión Comercio            | Alberto Gallardo      | 15 de septiembre | 13:00   | Gol Perú          | 281        |
| Univ. Técnica de Cajamarca | 0 - 0     | Ayacucho F. C.            | Germán Contreras Jara | 15 de septiembre | 15:30   | Gol Perú          | 333        |
| F. B. C. Melgar            | 3 - 2     | Sport Huancayo            | Monumental de la UNSA | 15 de septiembre | 17:45   | Gol Perú          | 3777       |
| Academia Cantolao          | 2 - 0     | Universitario de Deportes | Miguel Grau           | 15 de septiembre | 20:00   | Gol Perú          | 3927       |
| Comerciantes Unidos        | 1 - 2     | Binacional                | Mansiche              | 16 de septiembre | 11:15   | Gol Perú          | 0          |
| Alianza Lima               | 2 - 2     | Sporting Cristal          | Alejandro Villanueva  | 16 de septiembre | 16:00   | Gol Perú y Latina | 25,427     |
| Real Garcilaso             | 3 - 1     | Sport Rosario             | Garcilaso de la Vega  | 16 de septiembre | 18:15   | Gol Perú          | 1988       |
| Deportivo Municipal        | 0 - 0     | Sport Boys                | Miguel Grau           | 17 de septiembre | 20:00   | Gol Perú          | 1262       |

| Fecha 4                   | Fecha 4   | Fecha 4                    | Fecha 4          | Fecha 4          | Fecha 4 | Fecha 4           | Fecha 4    |
| Local                     | Resultado | Visitante                  | Estadio          | Fecha            | Hora    | TV                | Asistencia |
| ------------------------- | --------- | -------------------------- | ---------------- | ---------------- | ------- | ----------------- | ---------- |
| Unión Comercio            | 1 - 3     | Alianza Lima               | IPD de Moyobamba | 21 de septiembre | 15:30   | Gol Perú          | 1765       |
| Sport Huancayo            | 1 - 1     | Univ. Técnica de Cajamarca | Huancayo         | 21 de septiembre | 20:00   | Gol Perú          | 938        |
| Binacional                | 0 - 4     | F. B. C. Melgar            | 25 de Noviembre  | 22 de septiembre | 13:00   | Gol Perú          | 2119       |
| Ayacucho F. C.            | 3 - 1     | Academia Cantolao          | Ciudad de Cumaná | 22 de septiembre | 15:30   | Gol Perú          | 2295       |
| Sport Rosario             | 1 - 1     | Comerciantes Unidos        | Rosas Pampa      | 22 de septiembre | 17:45   | Gol Perú          | 837        |
| Sport Boys                | 3 - 1     | Real Garcilaso             | Miguel Grau      | 22 de septiembre | 20:00   | Gol Perú          | 1945       |
| Sporting Cristal          | 4 - 0     | Deportivo Municipal        | Alberto Gallardo | 23 de septiembre | 11:00   | Gol Perú          | 2768       |
| Universitario de Deportes | 2 - 2     | Universidad de San Martín  | Monumental       | 23 de septiembre | 16:00   | Gol Perú y Latina | 2782       |

| Fecha 5                    | Fecha 5   | Fecha 5          | Fecha 5               | Fecha 5          | Fecha 5 | Fecha 5  | Fecha 5    |
| Local                      | Resultado | Visitante        | Estadio               | Fecha            | Hora    | TV       | Asistencia |
| -------------------------- | --------- | ---------------- | --------------------- | ---------------- | ------- | -------- | ---------- |
| Comerciantes Unidos        | 3 - 2     | Sport Boys       | Cristo el Señor       | 25 de septiembre | 15:00   | Gol Perú | 907        |
| Academia Cantolao          | 1 - 1     | Sport Huancayo   | Miguel Grau           | 25 de septiembre | 17:30   | Gol Perú | 318        |
| Universidad de San Martín  | 1 - 3     | Ayacucho F. C.   | Alberto Gallardo      | 26 de septiembre | 13:00   | Gol Perú | 126        |
| Univ. Técnica de Cajamarca | 2 - 1     | Binacional       | Germán Contreras Jara | 26 de septiembre | 15:30   | Gol Perú | 347        |
| F. B. C. Melgar            | 2 - 1     | Sport Rosario    | Monumental de la UNSA | 26 de septiembre | 17:45   | Gol Perú | 3281       |
| Real Garcilaso             | 2 - 2     | Sporting Cristal | Garcilaso de la Vega  | 27 de septiembre | 20:00   | Gol Perú | 5375       |
| Deportivo Municipal        | 1 - 0     | Alianza Lima     | Nacional              | 8 de octubre     | 15:30   | Gol Perú | 10,556     |
| Universitario de Deportes  | 2 - 1     | Unión Comercio   | Nacional              | 13 de octubre    | 20:00   | Gol Perú | 23,101     |

| Fecha 6          | Fecha 6   | Fecha 6                    | Fecha 6          | Fecha 6          | Fecha 6 | Fecha 6           | Fecha 6    |
| Local            | Resultado | Visitante                  | Estadio          | Fecha            | Hora    | TV                | Asistencia |
| ---------------- | --------- | -------------------------- | ---------------- | ---------------- | ------- | ----------------- | ---------- |
| Binacional       | 2 - 0     | Academia Cantolao          | 25 de Noviembre  | 29 de septiembre | 13:00   | Gol Perú          | 780        |
| Ayacucho F. C.   | 4 - 2     | Universitario de Deportes  | Ciudad de Cumaná | 29 de septiembre | 15:30   | Gol Perú y Latina | 8800       |
| Sport Rosario    | 1 - 0     | Univ. Técnica de Cajamarca | Rosas Pampa      | 29 de septiembre | 17:45   | Gol Perú          | 840        |
| Sport Boys       | 1 - 0     | F. B. C. Melgar            | Miguel Grau      | 29 de septiembre | 20:00   | Gol Perú          | 2226       |
| Sporting Cristal | 0 - 2     | Comerciantes Unidos        | Alberto Gallardo | 30 de septiembre | 11:00   | Gol Perú          | 2758       |
| Unión Comercio   | 3 - 1     | Deportivo Municipal        | IPD de Moyobamba | 30 de septiembre | 15:30   | Gol Perú          | 268        |
| Alianza Lima     | 1 - 0     | Real Garcilaso             | Nacional         | 30 de septiembre | 16:00   | Gol Perú          | 7017       |
| Sport Huancayo   | 2 - 1     | Universidad de San Martín  | Huancayo         | 30 de septiembre | 18:15   | Gol Perú          | 1106       |

| Fecha 7                    | Fecha 7   | Fecha 7             | Fecha 7               | Fecha 7      | Fecha 7 | Fecha 7  | Fecha 7    |
| Local                      | Resultado | Visitante           | Estadio               | Fecha        | Hora    | TV       | Asistencia |
| -------------------------- | --------- | ------------------- | --------------------- | ------------ | ------- | -------- | ---------- |
| Universidad de San Martín  | 1 - 0     | Binacional          | Alberto Gallardo      | 3 de octubre | 13:15   | Gol Perú | 83         |
| Univ. Técnica de Cajamarca | 2 - 1     | Sport Boys          | Cristo el Señor       | 3 de octubre | 15:30   | Gol Perú | 2156       |
| Real Garcilaso             | 3 - 3     | Deportivo Municipal | Garcilaso de la Vega  | 3 de octubre | 17:45   | Gol Perú | 1763       |
| F. B. C. Melgar            | 2 - 0     | Sporting Cristal    | Monumental de la UNSA | 3 de octubre | 20:00   | Gol Perú | 15,716     |
| Unión Comercio             | 3 - 1     | Ayacucho F. C.      | IPD de Moyobamba      | 4 de octubre | 13:15   | Gol Perú | 235        |
| Comerciantes Unidos        | 1 - 0     | Alianza Lima        | Cristo el Señor       | 4 de octubre | 15:30   | Gol Perú | 2115       |
| Academia Cantolao          | 2 - 0     | Sport Rosario       | Miguel Grau           | 4 de octubre | 17:45   | Gol Perú | 306        |
| Universitario de Deportes  | 1 - 0     | Sport Huancayo      | Nacional              | 4 de octubre | 20:00   | Gol Perú | 12,356     |

| Fecha 8             | Fecha 8   | Fecha 8                    | Fecha 8              | Fecha 8       | Fecha 8 | Fecha 8           | Fecha 8    |
| Local               | Resultado | Visitante                  | Estadio              | Fecha         | Hora    | TV                | Asistencia |
| ------------------- | --------- | -------------------------- | -------------------- | ------------- | ------- | ----------------- | ---------- |
| Sport Huancayo      | 3 - 3     | Ayacucho F. C.             | Huancayo             | 19 de octubre | 20:00   | Gol Perú          | 1098       |
| Binacional          | 0 - 1     | Universitario de Deportes  | 25 de Noviembre      | 20 de octubre | 13:00   | Gol Perú          | 4962       |
| Real Garcilaso      | 1 - 0     | Unión Comercio             | Garcilaso de la Vega | 20 de octubre | 15:30   | Gol Perú          | 1481       |
| Sport Rosario       | 0 - 2     | Universidad de San Martín  | Rosas Pampa          | 20 de octubre | 17:45   | Gol Perú          | 1141       |
| Sport Boys          | 3 - 1     | Academia Cantolao          | Miguel Grau          | 20 de octubre | 20:00   | Gol Perú          | 2940       |
| Sporting Cristal    | 1 - 0     | Univ. Técnica de Cajamarca | Alberto Gallardo     | 21 de octubre | 11:00   | Gol Perú y Latina | 3714       |
| Deportivo Municipal | 1 - 0     | Comerciantes Unidos        | Miguel Grau          | 21 de octubre | 13:30   | Gol Perú          | 454        |
| Alianza Lima        | 0 - 1     | F. B. C. Melgar            | Alejandro Villanueva | 21 de octubre | 16:00   | Gol Perú y Latina | 7446       |

| Fecha 9                    | Fecha 9   | Fecha 9             | Fecha 9               | Fecha 9       | Fecha 9 | Fecha 9  | Fecha 9    |
| Local                      | Resultado | Visitante           | Estadio               | Fecha         | Hora    | TV       | Asistencia |
| -------------------------- | --------- | ------------------- | --------------------- | ------------- | ------- | -------- | ---------- |
| Universidad de San Martín  | 1 - 0     | Sport Boys          | Alberto Gallardo      | 23 de octubre | 13:00   | Gol Perú | 769        |
| Comerciantes Unidos        | 1 - 0     | Real Garcilaso      | Cristo el Señor       | 23 de octubre | 15:30   | Gol Perú | 363        |
| Universitario de Deportes  | 2 - 0     | Sport Rosario       | Monumental            | 23 de octubre | 20:30   | Gol Perú | 24,743     |
| Unión Comercio             | 4 - 2     | Sport Huancayo      | IPD de Moyobamba      | 24 de octubre | 13:00   | Gol Perú | 280        |
| Univ. Técnica de Cajamarca | 0 - 1     | Alianza Lima        | Cristo el Señor       | 24 de octubre | 15:30   | Gol Perú | 3487       |
| Ayacucho F. C.             | 3 - 0     | Binacional          | Ciudad de Cumaná      | 24 de octubre | 15:30   | –        | 2311       |
| Academia Cantolao          | 0 - 3     | Sporting Cristal    | Miguel Grau           | 24 de octubre | 20:00   | Gol Perú | 1084       |
| F. B. C. Melgar            | 1 - 0     | Deportivo Municipal | Monumental de la UNSA | 25 de octubre | 20:00   | Gol Perú | 7725       |

| Fecha 10            | Fecha 10  | Fecha 10                   | Fecha 10             | Fecha 10      | Fecha 10 | Fecha 10          | Fecha 10   |
| Local               | Resultado | Visitante                  | Estadio              | Fecha         | Hora     | TV                | Asistencia |
| ------------------- | --------- | -------------------------- | -------------------- | ------------- | -------- | ----------------- | ---------- |
| Sporting Cristal    | 0 - 1     | Universidad de San Martín  | Alberto Gallardo     | 27 de octubre | 13:00    | Gol Perú y Latina | 2728       |
| Comerciantes Unidos | 2 - 2     | Unión Comercio             | Cristo el Señor      | 27 de octubre | 15:30    | Gol Perú          | 301        |
| Sport Rosario       | 2 - 3     | Ayacucho F. C.             | Rosas Pampa          | 27 de octubre | 17:45    | Gol Perú          | 1612       |
| Sport Boys          | 0 - 0     | Universitario de Deportes  | Nacional             | 27 de octubre | 20:00    | Gol Perú          | 26,171     |
| Binacional          | 0 - 0     | Sport Huancayo             | 25 de Noviembre      | 28 de octubre | 11:00    | Gol Perú          | 677        |
| Deportivo Municipal | 0 - 1     | Univ. Técnica de Cajamarca | Miguel Grau          | 28 de octubre | 13:30    | Gol Perú          | 398        |
| Alianza Lima        | 2 - 0     | Academia Cantolao          | Alejandro Villanueva | 28 de octubre | 16:00    | Gol Perú y Latina | 4858       |
| Real Garcilaso      | 2 - 2     | F. B. C. Melgar            | Garcilaso de la Vega | 28 de octubre | 18:15    | Gol Perú          | 2378       |

| Fecha 11                   | Fecha 11  | Fecha 11            | Fecha 11              | Fecha 11        | Fecha 11 | Fecha 11 | Fecha 11   |
| Local                      | Resultado | Visitante           | Estadio               | Fecha           | Hora     | TV       | Asistencia |
| -------------------------- | --------- | ------------------- | --------------------- | --------------- | -------- | -------- | ---------- |
| Ayacucho F. C.             | 3 - 2     | Sport Boys          | Ciudad de Cumaná      | 30 de octubre   | 15:30    | Gol Perú | 3175       |
| Universitario de Deportes  | 2 - 1     | Sporting Cristal    | Monumental            | 30 de octubre   | 20:30    | Gol Perú | 34,940     |
| Univ. Técnica de Cajamarca | 1 - 1     | Real Garcilaso      | Cristo el Señor       | 31 de octubre   | 15.30    | Gol Perú | 356        |
| Academia Cantolao          | 1 - 0     | Deportivo Municipal | Miguel Grau           | 31 de octubre   | 17:45    | Gol Perú | 356        |
| Unión Comercio             | 1 - 1     | Binacional          | IPD de Moyobamba      | 1 de noviembre  | 15:30    | Gol Perú | 411        |
| Sport Huancayo             | 1 - 1     | Sport Rosario       | Huancayo              | 1 de noviembre  | 17:45    | Gol Perú | 1061       |
| F. B. C. Melgar            | 2 - 1     | Comerciantes Unidos | Monumental de la UNSA | 1 de noviembre  | 20:00    | Gol Perú | 4885       |
| Universidad de San Martín  | 1 - 1     | Alianza Lima        | Nacional              | 21 de noviembre | 20:00    | Gol Perú | 1997       |

| Fecha 12            | Fecha 12  | Fecha 12                   | Fecha 12              | Fecha 12       | Fecha 12 | Fecha 12          | Fecha 12   |
| Local               | Resultado | Visitante                  | Estadio               | Fecha          | Hora     | TV                | Asistencia |
| ------------------- | --------- | -------------------------- | --------------------- | -------------- | -------- | ----------------- | ---------- |
| Deportivo Municipal | 3 - 1     | Universidad de San Martín  | Miguel Grau           | 3 de noviembre | 15:00    | Gol Perú y Latina | 181        |
| Real Garcilaso      | 3 - 1     | Academia Cantolao          | Garcilaso de la Vega  | 3 de noviembre | 17:15    | Gol Perú          | 1317       |
| Alianza Lima        | 2 - 1     | Universitario de Deportes  | Alejandro Villanueva  | 3 de noviembre | 20:00    | Gol Perú          | 17,221     |
| Sport Boys          | 2 - 0     | Sport Huancayo             | Miguel Grau           | 4 de noviembre | 13:30    | Gol Perú          | 2719       |
| Comerciantes Unidos | 0 - 0     | Univ. Técnica de Cajamarca | Cristo el Señor       | 4 de noviembre | 15:30    | –                 | 1045       |
| Sporting Cristal    | 6 - 0     | Ayacucho F. C.             | Alberto Gallardo      | 4 de noviembre | 16:00    | Gol Perú y Latina | 3591       |
| Sport Rosario       | 0 - 2     | Binacional                 | Rosas Pampa           | 4 de noviembre | 18:30    | Gol Perú          | 1775       |
| F. B. C. Melgar     | 1 - 0     | Unión Comercio             | Monumental de la UNSA | 5 de noviembre | 20:00    | Gol Perú          | 4521       |

| Fecha 13                   | Fecha 13  | Fecha 13            | Fecha 13         | Fecha 13       | Fecha 13 | Fecha 13 | Fecha 13   |
| Local                      | Resultado | Visitante           | Estadio          | Fecha          | Hora     | TV       | Asistencia |
| -------------------------- | --------- | ------------------- | ---------------- | -------------- | -------- | -------- | ---------- |
| Universidad de San Martín  | 2 - 3     | Real Garcilaso      | Alberto Gallardo | 6 de noviembre | 15:30    | Gol Perú | 137        |
| Universitario de Deportes  | 1 - 2     | Deportivo Municipal | Monumental       | 6 de noviembre | 20:30    | Gol Perú | 11,697     |
| Academia Cantolao          | 2 - 0     | Comerciantes Unidos | Miguel Grau      | 7 de noviembre | 11:00    | Gol Perú | 229        |
| Binacional                 | 2 - 1     | Sport Boys          | 25 de Noviembre  | 7 de noviembre | 13:15    | Gol Perú | 753        |
| Ayacucho F. C.             | 1 - 2     | Alianza Lima        | Ciudad de Cumaná | 7 de noviembre | 15:30    | Gol Perú | 7757       |
| Sport Huancayo             | 1 - 1     | Sporting Cristal    | Huancayo         | 7 de noviembre | 20:00    | Gol Perú | 3758       |
| Unión Comercio             | 4 - 2     | Sport Rosario       | IPD de Moyobamba | 8 de noviembre | 13:15    | Gol Perú | 228        |
| Univ. Técnica de Cajamarca | 3 - 0     | F. B. C. Melgar     | Cristo el Señor  | 8 de noviembre | 15:30    | Gol Perú | 900        |

| Fecha 14                   | Fecha 14  | Fecha 14                  | Fecha 14              | Fecha 14        | Fecha 14 | Fecha 14          | Fecha 14   |
| Local                      | Resultado | Visitante                 | Estadio               | Fecha           | Hora     | TV                | Asistencia |
| -------------------------- | --------- | ------------------------- | --------------------- | --------------- | -------- | ----------------- | ---------- |
| Sporting Cristal           | 4 - 0     | Binacional                | Alberto Gallardo      | 10 de noviembre | 13:00    | Gol Perú y Latina | 2313       |
| Comerciantes Unidos        | 3 - 1     | Universidad de San Martín | Cristo el Señor       | 10 de noviembre | 15:30    | Gol Perú          | 211        |
| Real Garcilaso             | 0 - 1     | Universitario de Deportes | Garcilaso de la Vega  | 10 de noviembre | 17:45    | Gol Perú          | 8737       |
| Sport Boys                 | 3 - 1     | Sport Rosario             | Miguel Grau           | 10 de noviembre | 20:00    | Gol Perú          | 3884       |
| Deportivo Municipal        | 2 - 2     | Ayacucho F. C.            | Miguel Grau           | 11 de noviembre | 13:30    | Gol Perú          | 647        |
| Alianza Lima               | 2 - 1     | Sport Huancayo            | Alejandro Villanueva  | 11 de noviembre | 16:00    | Gol Perú y Latina | 16,186     |
| F. B. C. Melgar            | 0 - 1     | Academia Cantolao         | Monumental de la UNSA | 11 de noviembre | 18:15    | Gol Perú          | 7219       |
| Univ. Técnica de Cajamarca | 2 - 3     | Unión Comercio            | Cristo el Señor       | 12 de noviembre | 15:30    | Gol Perú          | 995        |

| Fecha 15                  | Fecha 15  | Fecha 15                   | Fecha 15         | Fecha 15        | Fecha 15 | Fecha 15          | Fecha 15   |
| Local                     | Resultado | Visitante                  | Estadio          | Fecha           | Hora     | TV                | Asistencia |
| ------------------------- | --------- | -------------------------- | ---------------- | --------------- | -------- | ----------------- | ---------- |
| Sport Rosario             | 0 - 8     | Sporting Cristal           | Rosas Pampa      | 23 de noviembre | 20:00    | Gol Perú          | 632        |
| Academia Cantolao         | 2 - 1     | Univ. Técnica de Cajamarca | Miguel Grau      | 25 de noviembre | 11:00    | Gol Perú          | 857        |
| Unión Comercio            | 4 - 2     | Sport Boys                 | IPD de Moyobamba | 25 de noviembre | 13:15    | Gol Perú          | 442        |
| Universitario de Deportes | 2 - 0     | Comerciantes Unidos        | Nacional         | 25 de noviembre | 15:30    | Gol Perú y Latina | 23,541     |
| Binacional                | 3 - 2     | Alianza Lima               | 25 de Noviembre  | 25 de noviembre | 15:30    | –                 | 3504       |
| Universidad de San Martín | 1 - 1     | F. B. C. Melgar (G)        | Alberto Gallardo | 25 de noviembre | 15:30    | –                 | 475        |
| Ayacucho F. C.            | 1 - 1     | Real Garcilaso             | Ciudad de Cumaná | 25 de noviembre | 15:30    | –                 | 2283       |
| Sport Huancayo            | 2 - 0     | Deportivo Municipal        | Huancayo         | 25 de noviembre | 15:30    | –                 | 1315       |